# Jim Gannon
James Paul Gannon, più conosciuto con il diminutivo Jim Gannon (Southwark, 7 settembre 1968) è un allenatore di calcio ed ex calciatore inglese, di ruolo difensore.

## Caratteristiche tecniche
Il suo ruolo originario era di difensore centrale, anche se con il passare degli anni, soprattutto durante il decennio di permanenza allo Stockport County, finì per ricoprire ruoli diversi, occupando sostanzialmente anche le posizioni di centrocampista centrale e di tutti i ruoli della difesa. A metà anni '90, a causa di problemi di organico, giocò persino alcune partite come attaccante.

## Carriera

### Giocatore
Nato a Southwark da una famiglia di origine irlandese, da bambino si trasferì proprio in Irlanda con la famiglia, iniziando poi a giocare nelle giovanili del Dundalk, con cui nel 1987 esordisce in prima squadra, vincendo nella sua prima stagione sia il campionato che la coppa nazionale irlandese. Rimane in squadra anche nella stagione 1988-1989, per complessive 17 presenze ed una rete in partite di campionato (una presenza nella stagione 1987-1988 e 16 presenze ed una rete in quella successiva), a cui aggiunge 2 presenze nella Coppa dei Campioni 1988-1989, ovvero entrambe le partite della doppia sfida persa con un complessivo 8-0 nel primo turno (l'unico disputato dal Dundalk nella competizione) contro gli jugoslavi della Stella Rossa.
Nell'aprile del 1989 Gannon torna a giocare in Inghilterra, venendo ceduto per 70000 sterline allo Sheffield Utd, club della seconda divisione inglese; rimane nel club fino alla seconda parte della stagione 1989-1990, senza di fatto mai esordire con le Blades e trascorrendo in compenso un breve periodo in prestito all'Halifax Town, con cui gioca 2 partite in quarta divisione. Passa quindi a titolo definitivo allo Stockport County, altro club di quarta divisione, con cui termina la stagione 1989-1990 mettendo a segno una rete in 7 partite di campionato, torneo che si conclude con la qualificazione ai play-off, nei quali il club viene però subito eliminato dal Chesterfield. L'anno seguente entra stabilmente a far parte della formazione titolare, e con le sue 6 reti in 41 partite di campionato ricopre un ruolo importante per la promozione in terza divisione degli Hatters. Nelle stagioni 1991-1992 e 1992-1993 lo Stockport County conquista rispettivamente un quinto ed un sesto posto in classifica in terza divisione, venendo eliminato per due volte di fila ai play-off (il primo anno in semifinale ed il secondo in finale) e perdendo inoltre due finali consecutive del Football League Trophy (rispettivamente contro Stoke City e Port Vale): a livello individuale Gannon continua invece a giocare regolarmente da titolare, spesso come centrocampista, segnando rispettivamente 16 e 12 reti in 43 e 46 partite di campionato, alle quali aggiunge anche 5 presenze ed una rete nei play-off. Nella stagione 1993-1994, che il club conclude con un quarto posto in classifica ed un'altra finale play-off persa, Gannon trova invece meno spazio (chiuderà il campionato con 14 presenze senza reti), e a causa di problemi personali nel gennaio del 1994 chiede anche di essere ceduto in prestito, trascorrendo in effetti un mese al Notts County, con cui gioca 2 partite in seconda divisione.
Dopo un undicesimo ed un nono posto nelle stagioni 1994-1995 e 1995-1996, nelle quali peraltro Gannon torna regolarmente a giocare da titolare, nella stagione 1996-1997 lo Stockport County riesce dopo diversi tentativi finalmente ad ottenere la promozione in seconda divisione, terminando il campionato al secondo posto in classifica e salendo quindi di categoria senza bisogno di passare dai play-off: decisiva per il conseguimento del risultato è la difesa del club, guidata dallo stesso Gannon e dall'altro difensore centrale Sean Connelly. Nelle stagioni 1997-1998 e 1998-1999 Gannon gioca poi stabilmente da titolare anche nella nuova categoria (complessive 74 presenze ed una rete nell'arco del biennio), mentre termina con 28 presenze la stagione 1999-2000, a causa di un grave infortunio subito il 21 marzo 2000 durante una partita contro il Manchester City, che lo tiene lontano dal campo per diversi mesi. Nel novembre del 2000, dopo un inizio di stagione in cui non era mai stato impiegato in partite ufficiali, lascia dopo un decennio lo Stockport County. Lascia quindi il club dopo complessive 480 presenze e 64 reti fra tutte le competizioni ufficiali, peraltro con la particolarità di aver segnato almeno una rete in ognuna delle numerose competizioni disputate (seconda, terza e quarta divisione inglese, play-off, FA Cup, Coppa di Lega, Football League Trophy e Full Members Cup). Al momento del suo ritiro era ancora terzo per numero di presenze e nono per numero di gol segnati nella storia del club.
Dopo quasi un mese da svincolato si accasa al Crewe Alexandra di Dario Gradi, altro club di seconda divisione, con cui nel corso della stagione gioca però solamente 7 partite. Il 12 agosto 2001 torna dopo dodici anni a giocare in Irlanda, allo Shelbourne; qui nella sua prima stagione gioca una partita nei turni preliminari di Coppa UEFA, a cui aggiunge una rete in 2 presenze nei turni preliminari della successiva edizione della Champions League (si tratta in particolare della rete del definitivo 2-2 nella partita di andata del primo turno preliminare giocata sul campo dei maltesi dell'Hibernians, che poi superarono il turno imponendosi col punteggio di 1-0 a Shelbourne nella partita di ritorno), a cui il club partecipa dopo aver vinto il campionato nella stagione 2001-2002. Fa seguito un ulteriore campionato vinto, nel 2003. Si ritira nel 2004, dopo complessive 48 presenze e 3 reti nella prima divisione irlandese con lo Shelbourne.

### Allenatore

#### Gli inizi al Dundalk e la prima parentesi allo Stockport County
Inizia ad allenare nel maggio del 2004, subentrando a campionato iniziato sulla panchina del Dundalk (curiosamente lo stesso club in cui aveva esordito come giocatore), impegnato nella seconda divisione irlandese; termina il suo primo campionato al sesto posto in classifica. Rimane in carica anche nel 2005, dimettendosi però dall'incarico il 14 novembre 2005 ad una giornata dalla fine del campionato (con la squadra che indipendentemente dal risultato dell'ultima giornata era destinata ad un nuovo sesto posto in classifica) e che subito prima del suo addio aveva ottenuto una striscia di 10 pareggi consecutivi.
Già pochi giorni dopo aver lasciato il Dundalk trova comunque un altro incarico, diventando responsabile del settore giovanile della squadra femminile dello Stockport County. Il 26 dicembre 2005, a causa delle dimissioni dell'allenatore della prima squadra maschile Chris Turner, viene nominato allenatore ad interim, con la squadra che si trovava all'ultimo posto in classifica in quarta divisione, a nove punti dalla zona salvezza. Nelle prime quattro partite dalla nomina di Gannon lo Stockport County non subisce nessuna sconfitta e così dopo tre settimane dalla sua nomina come allenatore ad interim il 17 gennaio 2006 viene promosso ad allenatore in pianta stabile. Grazie ad un girone di ritorno estremamente positivo (gli Hatters vi conquistarono infatti più del doppio dei punti ottenuti nel girone di andata), il club all'ultima giornata di campionato conquista la salvezza.
Nell'estate del 2006 dopo diversi rinvii nelle trattative firma un nuovo contratto annuale con lo Stockport County; il campionato inizia nel migliore dei modi, dal momento che già in pieno girone di andata il club si rende protagonista di una striscia di nove vittorie consecutive senza subire nemmeno una rete (all'epoca un record assoluto tra tutti i campionati nella storia della Football League); nella seconda parte della stagione i risultati vengono però meno, tanto che alla fine il club chiude il campionato all'ottavo posto in classifica, mancando anche la qualificazione ai play-off per la differenza reti sfavorevole nei confronti dello Shrewsbury Town. Gannon rinnova poi il contratto anche per la stagione 2007-2008, che si conclude invece con un positivo quarto posto in classifica e quindi con la qualificazione ai play-off: dopo aver sconfitto in semifinale con un complessivo 2-1 il Wycombe Gannon guida il club alla vittoria con il punteggio di 3-2 nella finale di Wembley contro il Rochdale: ironicamente, dopo aver giocato in tutte le prime quattro partite nella storia del club giocate a Wembley (due finali play-off ed altrettante finali del Football League Trophy) perdendole tutte, Gannon partecipa (anche se come allenatore) anche alla quinta partita del club in questo stadio, ottenendovi la sua prima vittoria. Complici i risultati ottenuti allo Stockport County nonostante un budget tutto sommato limitato, era inoltre considerato come uno dei giovani allenatori emergenti delle serie minori inglesi. Anche nella stagione 2008-2009 mantiene inizialmente fede a questa reputazione, grazie ad un ottimo inizio di campionato che vede il club a ridosso della zona play-off (che dopo 18 partite era a 2 punti di distanza); durante il mese di dicembre grazie a diversi risultati positivi fuori casa (lo Stockport County a quel punto della stagione era infatti la formazione col maggior numero di vittorie esterne nel campionato) arriva ad un certo punto (dopo 21 giornate) addirittura al quinto posto in classifica, in piena zona play-off ed a 6 punti di distanza dal secondo posto, ovvero il piazzamento minimo necessario per la promozione diretta. Nel febbraio del 2009 Gannon fu poi molto vicino ad andare ad allenare il Brighton, complici anche le difficoltà economiche dello Stockport County, anche se all'ultimo momento finì per rifiutare l'incarico; queste discussioni sul futuro dell'allenatore, unite a diversi episodi negativi fuori dal campo (come una lite tra lo stesso Gannon ed il capitano Gareth Owen, a cui fu poi tolta la fascia e che fu messo fuori rosa e ceduto a fine stagione ed un incidente occorso all'attaccante Matty McNeil, ricoverato in ospedale con un trauma cranico) finirono per rivelarsi una distrazione dal campo e determinare un calo di rendimento nel girone di ritorno che, unito alle difficoltà economiche del club (che costarono una penalizzazione di 10 punti in classifica), finì per far terminare la squadra al diciottesimo posto in classifica, non lontano dalla zona retrocessione.

#### Motherwell
Complice la situazione venutasi a creare nell'ultimo anno, al termine della stagione 2008-2009 Gannon lascia il club, non rinnovando il contratto che gli era appena scaduto; il successivo 30 giugno 2009, dopo essere stato accostato anche alla panchina dell'Hibernian (club della prima divisione scozzese) va in effetti ad allenare in Scozia, ma al Motherwell, venendo assunto due giorni prima dell'esordio nei turni preliminari di Europa League contro i gallesi del Llanelli Town. La rosa a sua disposizione, soprattutto nelle prime settimane al club, è molto risicata per via delle cessioni di alcuni giocatori e della fine dei prestiti di altri: per questo motivo, dovette fare affidamento su molto ragazzi aggregati dalle giovanili del club e fin dall'inizio fu molto attivo sul mercato. La prima partita ufficiale alla guida degli Steelmen arriva come già detto due soli giorni dopo il suo arrivo nel club, e coincide con una sconfitta casalinga per 1-0 contro il Llanelli; il successo per 3-0 ottenuto in Galles nella partita di ritorno è comunque sufficiente per superare agevolmente il turno. L'avventura europea prosegue con un complessivo 8-2 ai danni degli albanesi del Flamurtari Valona (vittoria per 8-1 in casa all'andata e sconfitta in Albania per 1-0 al ritorno) e successivamente con una sconfitta con il punteggio aggregato di 6-1 per mano dei rumeni della Steaua Bucarest (che si impone rispettivamente con i punteggi di 3-0 e 3-1 nei due incontri della doppia sfida). In campionato, così come era già stato in coppa, l'andamento del club è piuttosto ondivago: la squadra ottiene infatti talvolta risultati molto positivi alternandoli in modo discontinuo a prestazioni negative, complice anche la giovane età di molti giocatori; Gannon vince inoltre il premio di allenatore del mese per il mese di ottobre 2009. Al di là dell'aspetto puramente sportivo, la permanenza di Gannon in Scozia è però costellata da una serie di episodi fuori dal campo che finiscono per minarne la posizione: tra di essi figurano il suo annuncio del 5 novembre 2009 di cedere un gran numero di giocatori nella finestra di calciomercato di gennaio 2010, una polemica a mezzo stampa con il suo predecessore Mark McGhee riguardante delle dichiarazioni di quest'ultimo che lo riguardavano, un litigio con il capitano Stephen Craigan e varie polemiche con gli arbitri. Complici questi episodi, pur essendo il rendimento in campo discreto, il 28 dicembre 2009 viene esonerato.

#### Ritorno in Inghilterra: Peterborough United e Port Vale
La sua lontananza dal campo è tuttavia molto limitata: già il 2 febbraio 2010, meno di due mesi dopo l'esonero, viene infatti ingaggiato dal Peterborough Utd per sostituire l'esonerato Mark Cooper, firmando un contratto fino al termine della stagione: i Posh, al momento del suo arrivo in squadra, si trovavano all'ultimo posto in classifica nella seconda divisione inglese, a nove punti di distacco dalla zona salvezza, una posizione ed un distacco identici a quelli che aveva trovato cinque anni prima quando era diventato allenatore dello Stockport County. Il 6 febbraio, dopo soli quattro giorni dal suo arrivo in squadra, vince la sua partita di esordio sconfiggendo in casa per 1-0 il QPR; nel corso della sua permanenza sperimentò diverse formazioni, apportando soprattutto modifiche agli schemi offensivi, riuscendo in effetti ad ottenere buoni risultati ma a conti fatti insufficienti ad evitare la retrocessione a causa della situazione di classifica già gravemente compromessa che aveva trovato al suo arrivo nel club: il Peterborough United termina infatti il campionato all'ultimo posto in classifica. Il 24 marzo 2010, annunciò peraltro di non voler rimanere per la stagione seguente alla guida del club e per questo motivo il 6 aprile 2010 lasciò la squadra per far posto in panchina a Gary Johnson, scelto su sua raccomandazione come allenatore per le ultime quattro partite di campionato (una vittoria e tre sconfitte) e per la stagione successiva.
Il 6 gennaio 2011, dopo diversi mesi senza squadra, viene assunto dal Port Vale, club di quarta divisione che aveva l'obiettivo di conquistare la promozione in terza divisione, subentrando a Micky Adams e firmando un contratto di 18 mesi, ovvero fino al termine della stagione 2011-2012. Nel corso della appena iniziata sessione invernale di calciomercato il neoallenatore porta ai Valiants diversi volti nuovi, tutti in prestito: si tratta in particolare di Romaine Sawyers e Kayleden Brown dal West Bromwich, Jay O'Shea dal Birmingham City, Exodus Geohaghon dal suo ex club Peterborough United e Tom Pope dal Rotherham Utd, ai quali si aggiunge nel mese di febbraio Dominic Blizzard, proveniente dai Bristol Rovers, che già era stato suo giocatore allo Stockport County. A causa di un inizio molto negativo (quattro sconfitte nelle sue prime cinque partite in carica), riceve varie critiche sulle sue scelte sia per quanto riguarda la formazione titolare che per quanto riguarda le sostituzioni effettuate a partita in corso: già il 1º febbraio, nemmeno un mese dal suo arrivo nel club, avvenne un incontro tra giocatori e dirigenza del club, con speculazioni della stampa secondo cui Gannon aveva perso la fiducia dello spogliatoio, in uno scenario che venne paragonato al Maledetto United di Brian Clough al Leeds Utd nel 1974. Tuttavia, complice una vittoria (la prima di Gannon al Port Vale) per 1-0 con gol di O'Shea contro i rivali per la promozione del Rotherham Utd il 2 febbraio, per qualche settimana la situazione si tranquillizzò. In seguito però si manifestarono altri episodi di tensione, tra cui ad esempio una lite sul pullmann della squadra tra Gannon ed il suo vice Geoff Horsfield il 25 febbraio, il giorno stesso di una vittoria per 2-1 sul campo dell'Aldershot Town. Il successivo 19 marzo dopo una sconfitta per 3-0 sul campo dell'Accrington Stanley il Port Vale si ritrova per la prima volta in stagione fuori dalla zona play-off, e due giorni dopo Gannon viene esonerato, due mesi e mezzo dopo il suo arrivo in squadra (all'epoca si trattava del periodo di permanenza più corto sulla panchina dei Valiants di un allenatore non ad interim).

#### Seconda parentesi allo Stockport County
Nel novembre del 2011, dopo le dimissioni dell'allenatore tedesco Dietmar Hamann, fa ritorno dopo due anni e mezzo allo Stockport County: nei 30 mesi trascorsi dal suo precedente incarico gli Hatters avevano subito due retrocessioni consecutive (finendo in Conference National, quinta divisione e più alto livello calcistico inglese al di fuori della Football League), cambiato sette allenatori e non ottenevano due vittorie consecutive dal febbraio del 2009, alle quali si aggiungevano solamente 2 vittorie nelle prime 20 partite del campionato in corso, nel quale il club rischiava pertanto una clamorosa terza retrocessione consecutiva. Al suo arrivo in squadra Gannon, nonostante gli scarsi mezzi economici a disposizione, tenta di cambiare i volti in rosa cedendo alcuni giocatori (il nazionale grenadino Antonio German, Chris Blackburn e l'attaccante Nick Chadwick, capocannoniere stagionale del club con le sue 7 reti segnate), sostituendoli con diversi volti nuovi, per lo più giovani (Joe Connor, Aaron Cole e Danny Rowe, questi ultimi due in prestito). I risultati tardano ad arrivare (Gannon perde le prime cinque partite dal suo arrivo in squadra, incluso un 7-0 sul campo del Grimsby Town): la prima vittoria risale infatti al 1º gennaio 2012, e consiste in un 3-2 casalingo ai danni del Barrow. Nel mese di gennaio Gannon acquista poi in prestito gli ex giocatori del club Paul Turnbull e Matty Mainwaring, a cui si aggiungono Sean Newton (prelevato a titolo definitivo dal Telford Utd), il diciottenne portiere Lewis King, preso in prestito il 22 marzo dal Sunderland ed il diciannovenne Danny Hattersley prelevato a titolo definitivo dal Lancaster City; all'arrivo di questi giocatori, per lo più giovani ed economici, fanno da contraltare le cessioni di giocatori più esperti (e con stipendi più elevati) quali Matt Glennon, John Miles, Mark Lynch e Ryan McCann. Nonostante la situazione economica precaria (con scelte tecniche dettate dal mero risparmio economico), i risultati col passare delle settimane migliorano ed il club finisce per conquistare la salvezza grazie al pareggio casalingo per 1-1 contro il Braintree Town del 14 aprile 2012, con due giornate di anticipo rispetto al termine del campionato, che poi terminerà al sedicesimo posto in classifica, con 10 punti di vantaggio sulla zona retrocessione ed a 20 punti di distacco dall'ultimo posto utile per la qualificazione ai play-off.
Nell'estate del 2012 il già non enorme budget del club subisce ulteriori tagli, e Gannon finisce per dover rinunciare a diversi elementi chiave della formazione dell'anno precedente (in particolare l'attaccante Tom Elliott, passato al Cambridge Utd): il 16 gennaio 2013, dopo 14 mesi dal suo ritorno allo Stockport County, Gannon viene esonerato in seguito ad una sconfitta per 3-1 in casa contro il Mansfield Town, che aveva fatto scendere per la prima volta in stagione il club in zona retrocessione.

#### Nortwich Victoria
Il 9 dicembre del 2013 Gannon diventa il nuovo allenatore dei semiprofessionisti del Northwich Victoria, militanti nella Division One North della Northern Premier League (ottava divisione); conclude la sua prima stagione con un nono posto in classifica e con la vittoria della Cheshire Senior Cup, a conti fatti il suo primo trofeo vinto da allenatore. L'anno seguente, invece, il club termina il campionato al quarto posto in classifica e venendo eliminato dal Bamber Bridge nelle semifinali dei play-off. L'anno seguente, oltre a mantenere la squadra in lotta per la promozione, degno di nota è il cammino dei biancoverdi in FA Cup: i Vics dopo aver superato i vari turni preliminari vennero infatti eliminati nel secondo turno per mano del Northampton Town (club di quarta divisione) con il punteggio di 3-2, maturato peraltro nei minuti finali dell'incontro (a sette minuti dalla fine del tempo regolamentare il Northwich Victoria conduceva infatti l'incontro col punteggio di 2-0, ribaltato con tre reti nell'arco di quattro minuti tra l'83' e l'87'): al momento dell'eliminazione era il club di livello più basso ancora in gioco nel torneo.

#### Terzo periodo allo Stockport County e passaggio all'Hyde United
Il 18 gennaio 2016 Gannon si dimette dal Northwich Victoria e fa ritorno allo Stockport County che, dopo la retrocessione maturata nel 2013 a seguito del suo esonero e due piazzamenti a metà classifica in National League North (sesta divisione) si trovava nella parte centrale della classifica in questa categoria. La prima stagione del suo terzo periodo alla guida del club si conclude con un nono posto in campionato e con la vittoria della Cheshire Senior Cup. L'anno seguente si conclude invece con un ottavo posto in classifica, ad un punto di distanza dalla zona play-off, obiettivo che viene invece raggiunto grazie al quinto posto della stagione 2017-2018, con successiva eliminazione nel primo turno per mano del Chorley.
Nella stagione 2018-2019, oltre ad un discreto risultato in FA Cup (eliminazione col punteggio di 1-0 nel secondo turno per mano del Barnet, club di quinta divisione), lo Stockport County riesce a vincere il campionato, risalendo così in quinta divisione dopo sei anni trascorsi in sesta divisione. Nella stagione 2019-2020, al momento della sospensione del campionato per via della pandemia di Covid-19, lo Stockport County si trovava in piena zona play-off, ai quali non prende però parte dal momento che, essendo stata terminata anzitempo la stagione regolare con la sola disputa dei play-off a partire dalla media punti per partita, si era ritrovato a scivolare in ottava posizione. Il 21 gennaio 2021, con il club in quarta posizione in classifica in quinta divisione, Gannon viene esonerato, dopo complessive 507 partite alla guida del club nell'arco delle sue tre diverse parentesi, che coprono un lasso temporale totale di circa 11 anni (da aggiungere ai 10 da giocatore nel medesimo club).
Il 31 agosto 2021 Gannon viene ingaggiato a campionato in corso dall'Hyde, club di Northern Premier League (settima divisione), al posto del dimissionario Dave McGurk. Il successivo 10 febbraio 2022 viene esonerato, con il club che si trovava appena al di sopra della zona retrocessione, in diciannovesima posizione in classifica.

## Palmarès

### Giocatore

#### Competizioni nazionali
- Campionato irlandese: 3

Dundalk: 1987-1988
Shelbourne: 2001-2002, 2003
- Coppa d'Irlanda: 1

Dundalk: 1987-1988

### Allenatore

#### Competizioni nazionali
- National League North: 1

Stockport County: 2018-2019

#### Competizioni regionali
- Cheshire Senior Cup: 2

Northwich Victoria: 2013-2014
Stockport County: 2015-2016